# غاستوني بين
غاستوني بين (بالإيطالية: Gastone Bean)‏ هو لاعب كرة قدم إيطالي في مركز الهجوم، ولد في 11 أغسطس 1936 في سان كانزيان ديسونزو في إيطاليا. شارك مع منتخب إيطاليا لكرة القدم. أما مع النوادي، فقد لعب مع إيه سي ميلان ونادي بياتشينزا ونادي جنوى ونادي سبال ونادي نابولي.